# Wiltshire
Wiltshire (phát âm tiếng Anh: /ˈwɪltʃər/ hay /-tʃɪər/) là một hạt miền Tây Nam Anh với diện tích 3.485 km2 (1.346 dặm vuông Anh). Đây là một hạt không giáp biển và tiếp giáp với Dorset, Somerset, Hampshire, Gloucestershire, Oxfordshire và Berkshire. County town ban đầu là Wilton, nơi mà hạt được đặt tên theo, nhưng nay đã chuyển đến Trowbridge.
Wiltshire nổi bật bởi những downland và thung lũng rộng. Đồng bằng Salisbury nơi đây được biết đến nhờ vòng tròn đá Stonehenge và Avebury cùng nhiều dấu tích cổ xưa khác, cũng như là nơi luyện tập của quân đội Anh. Thành phố Salisbury nổi tiếng với nhà thờ chính tòa kiến trúc Trung Cổ.

## Địa danh
Tên hạt vào thế kỷ thứ IX được viết là Wiltunscir, rồi Wiltonshire, được đặt theo cái tên Wilton.

## Địa lý

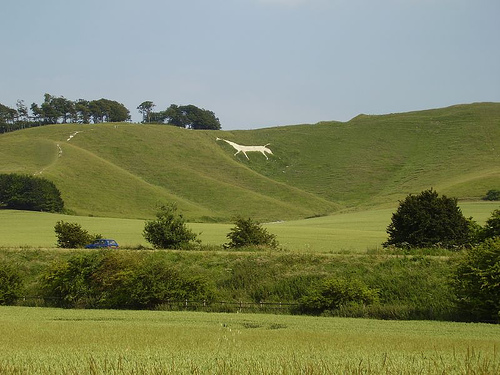
Cherhill White Horse, phía đông Calne

Hai phần ba Wiltshire nằm trên đá phấn, một loại đá vôi xốp, mềm, màu trắng và chịu xói mòn, tạo cho nơi đây một phong cảnh downland đá phấn. Đây là một phần của hệ thống downland đá phấn có mặt khắp miền đông và nam nước Anh kéo dài từ Dorset Downs ở phía tây đến Dover ở phía đông. Vùng đá phấn rộng nhất Wiltshire là đồng bằng Salisbury. Chỗ cao nhất là dãy Tan Hill–Milk Hill ở Pewsey Vale, ngay phía bắc đồng bằng Salisbury, cao 295 m (968 ft) trên mực nước biển.
Ở mạn tây bắc của hạt, quãng giáp với South Gloucestershire và Bath and North East Somerset, lớp đá nền nằm dưới là đá vôi oolite mạn Cotswolds.
Giữa vùng đất phấn và oolite là những thung lũng đất sét và vale. Vale lớn nhất là Avon Vale. Avon Vale chạy chéo qua miền bắc hạt, từ Bradford-on-Avon đến Bath và Bristol. Vale of Pewsey chạy qua vùng đá phấn tới Greensand và Oxford Clay giữa lòng hạt. Tại mạn tây nam hạt là Vale of Wardour, còn ở mạn đông nam là lớp đất cát rìa bắc của New Forest.

Wiltshire
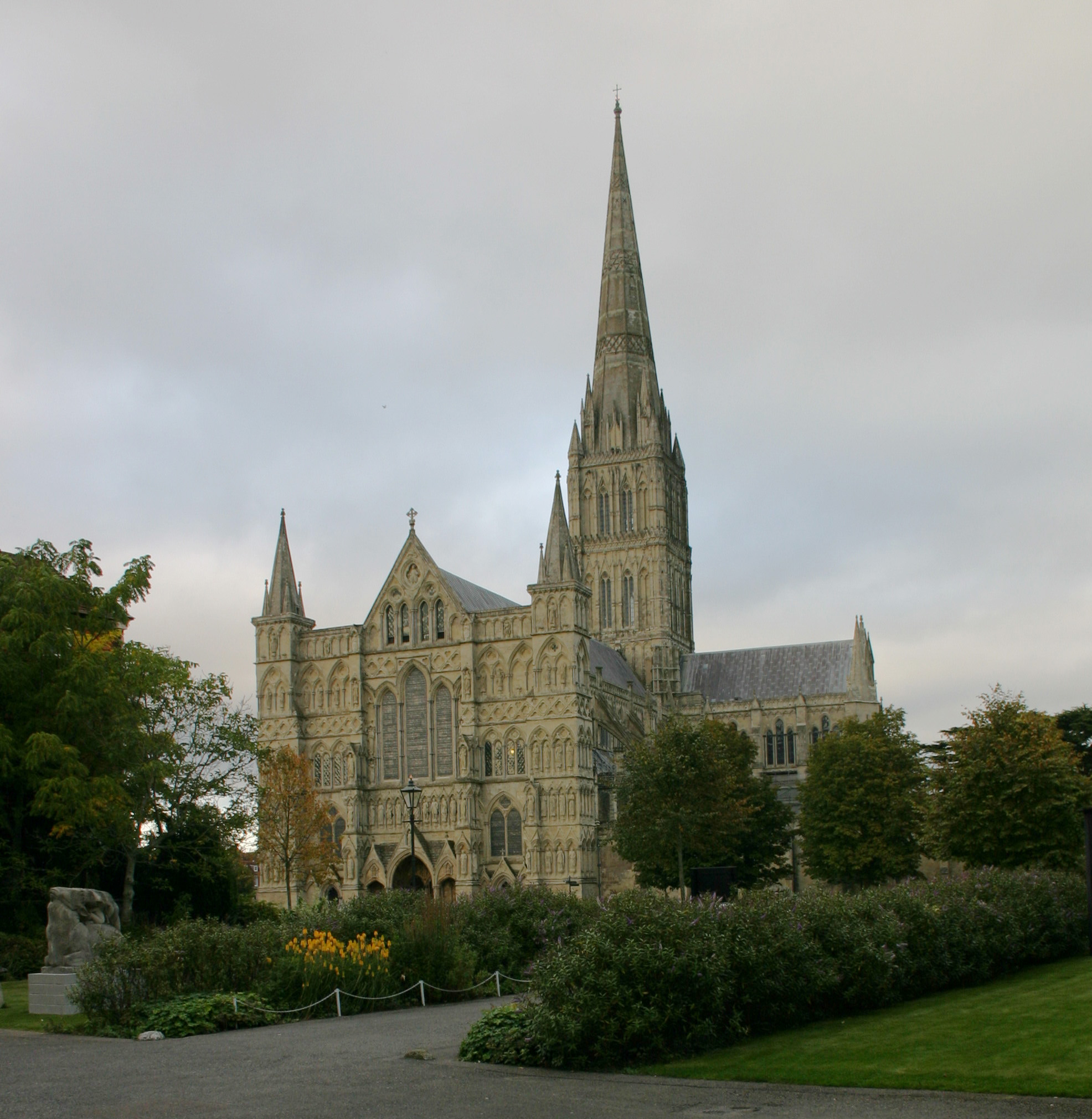
Salisbury
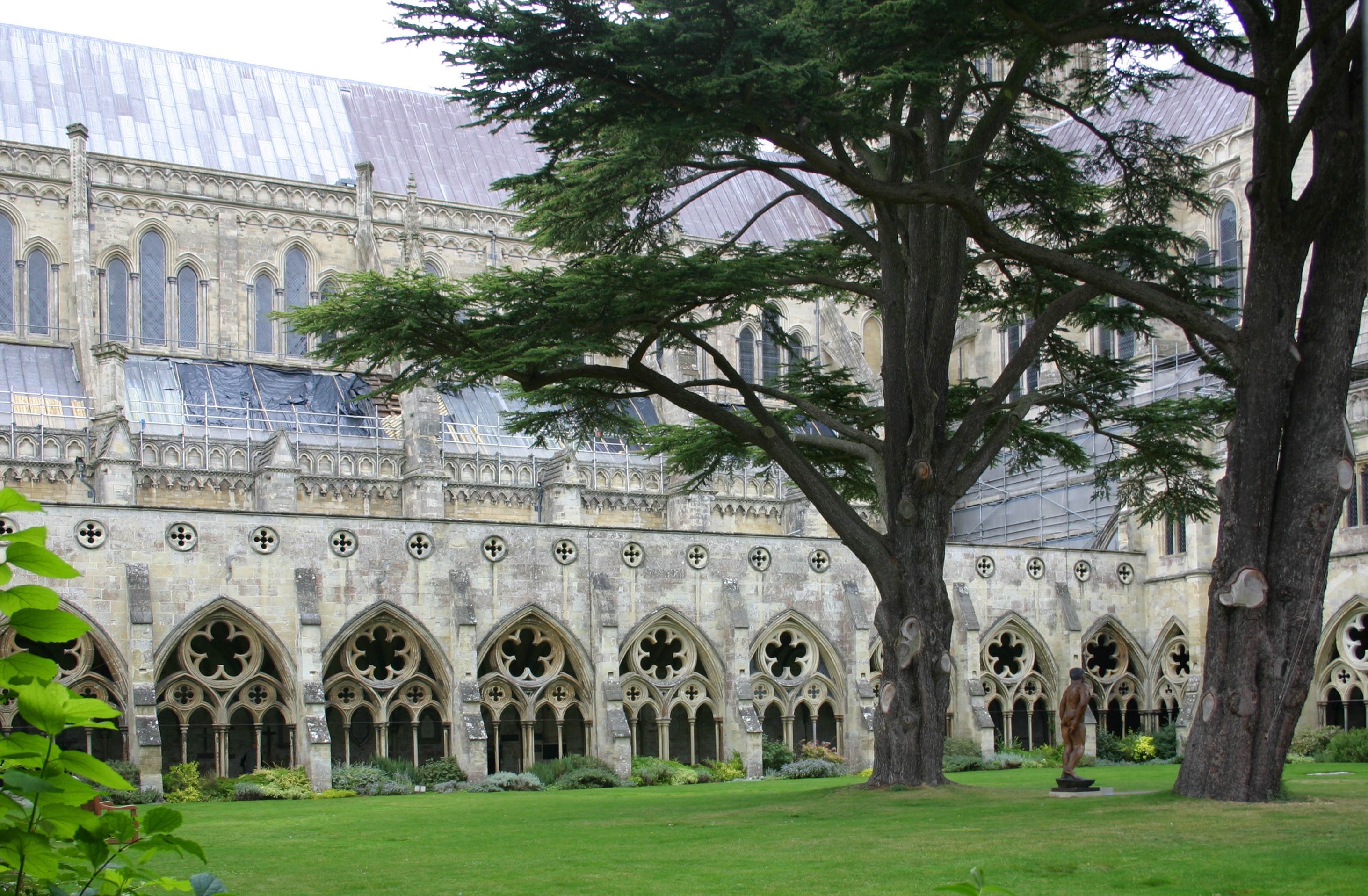
Salisbury
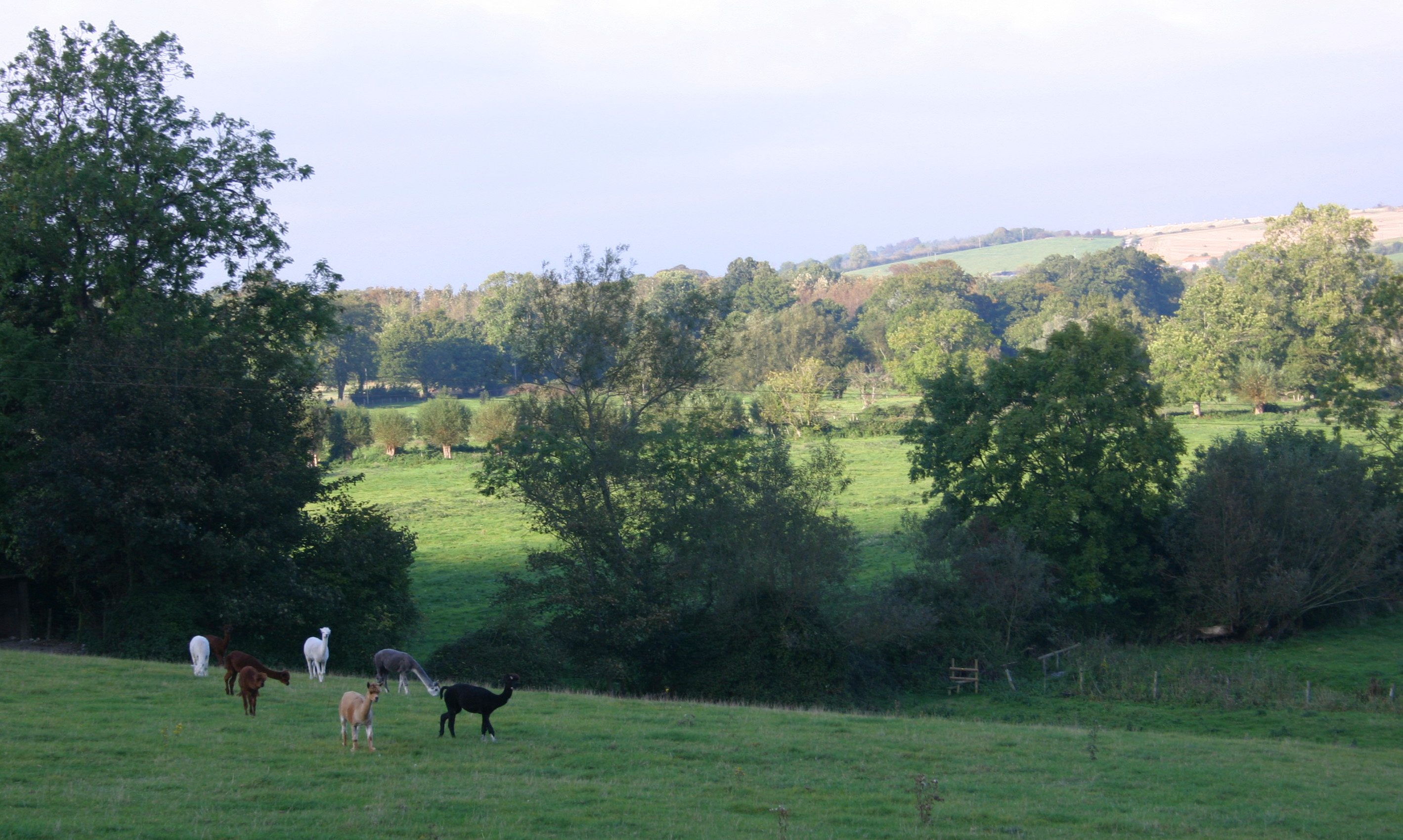
Wiltshire
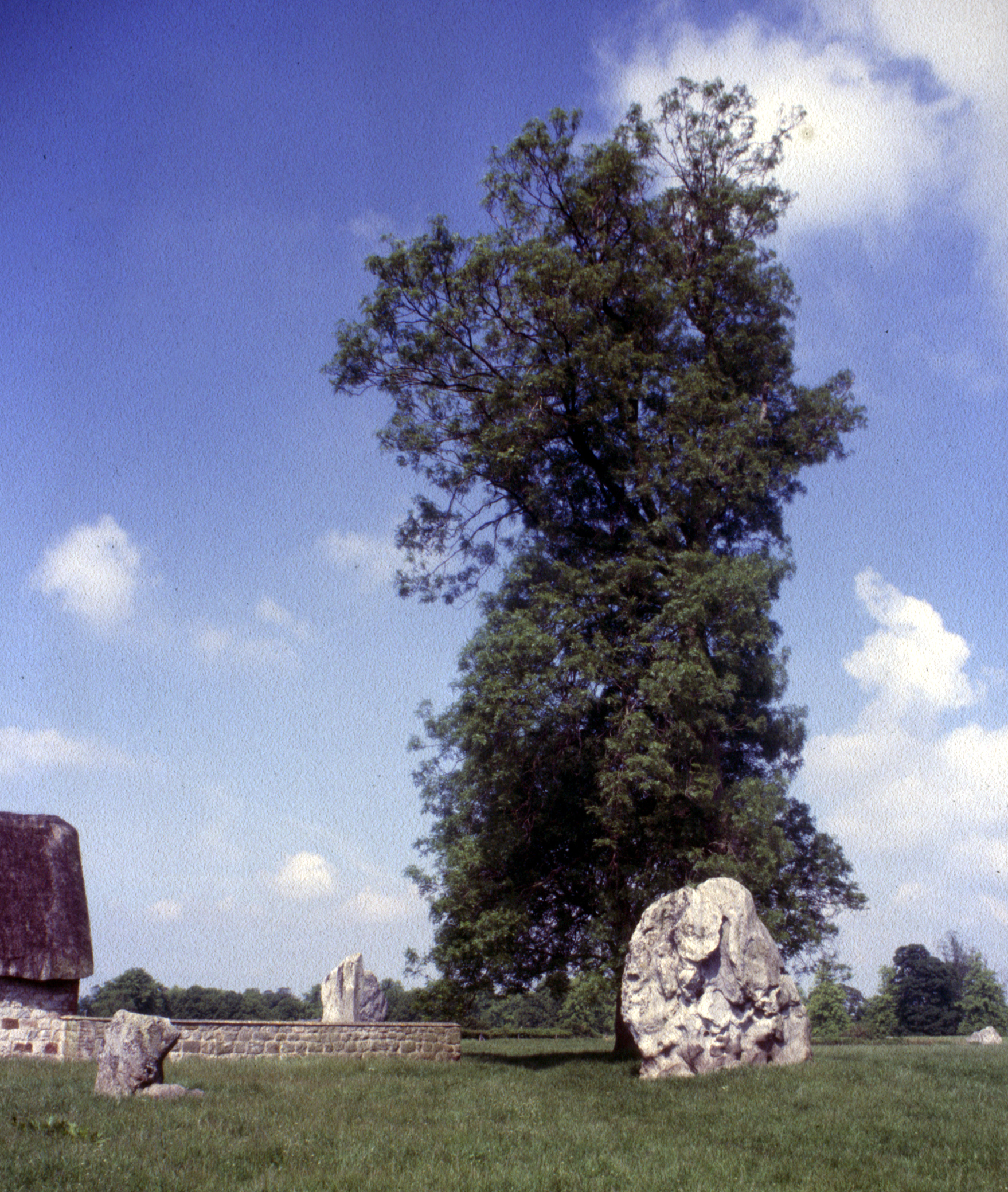
Avebury
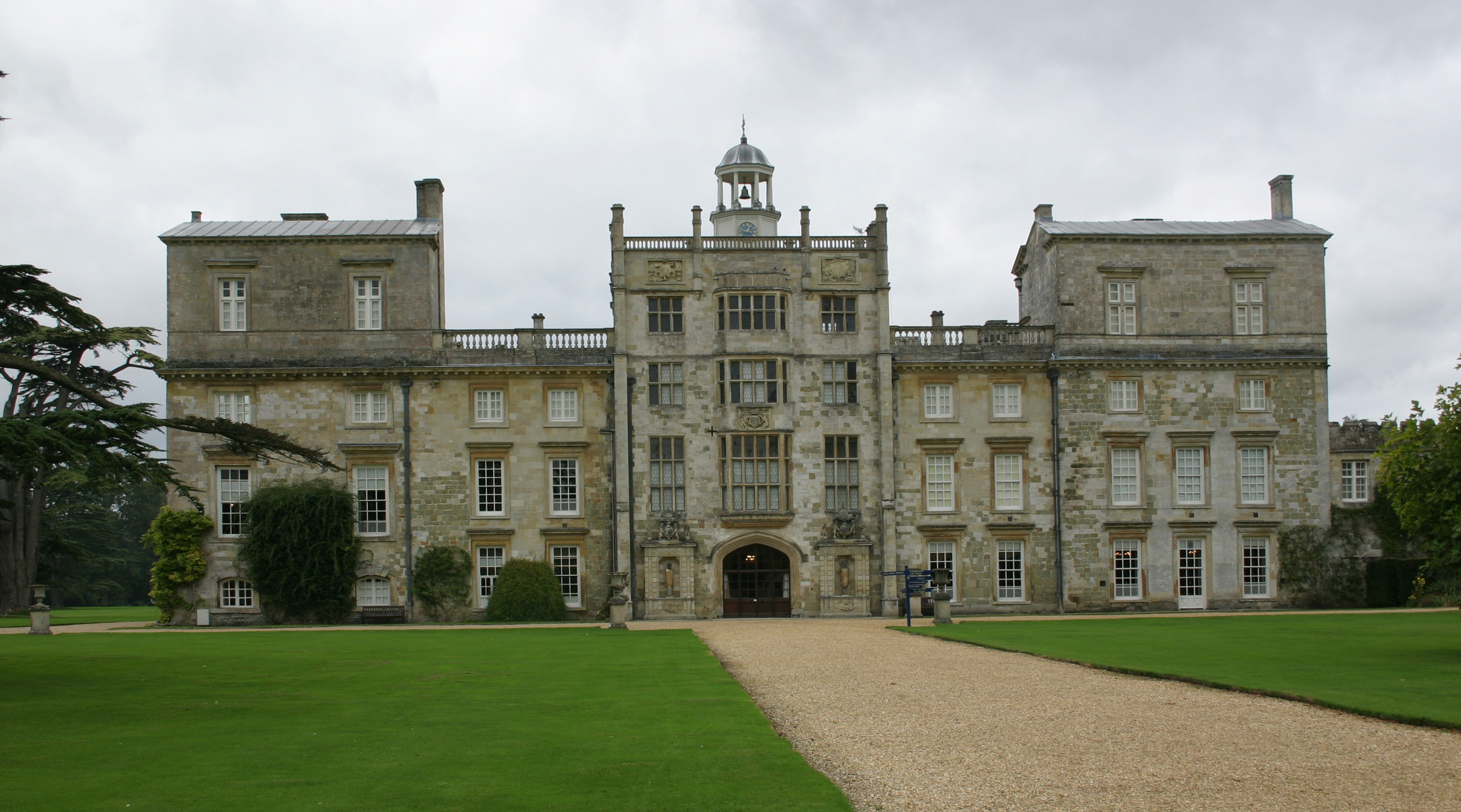
Wilton House
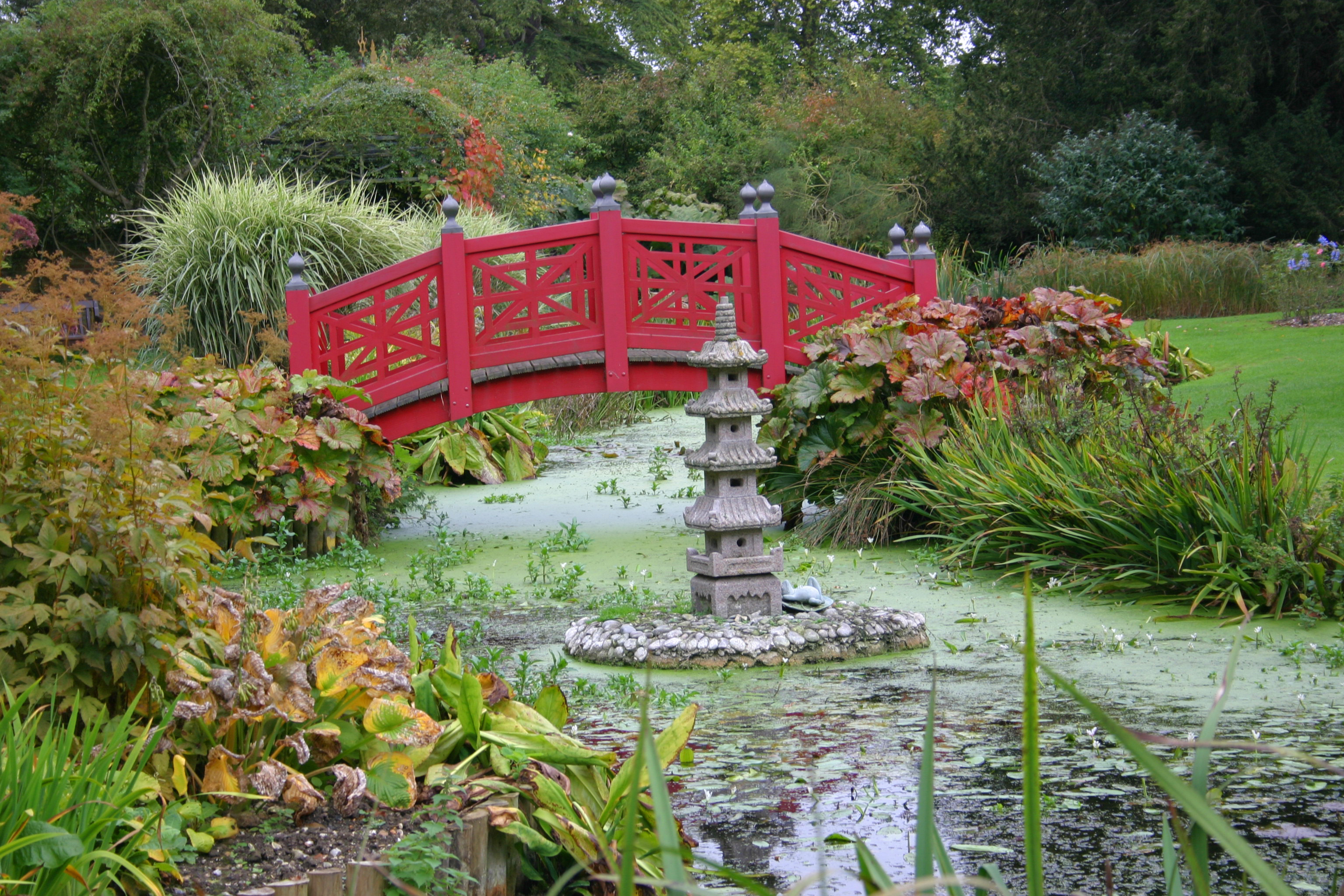
Wilton House
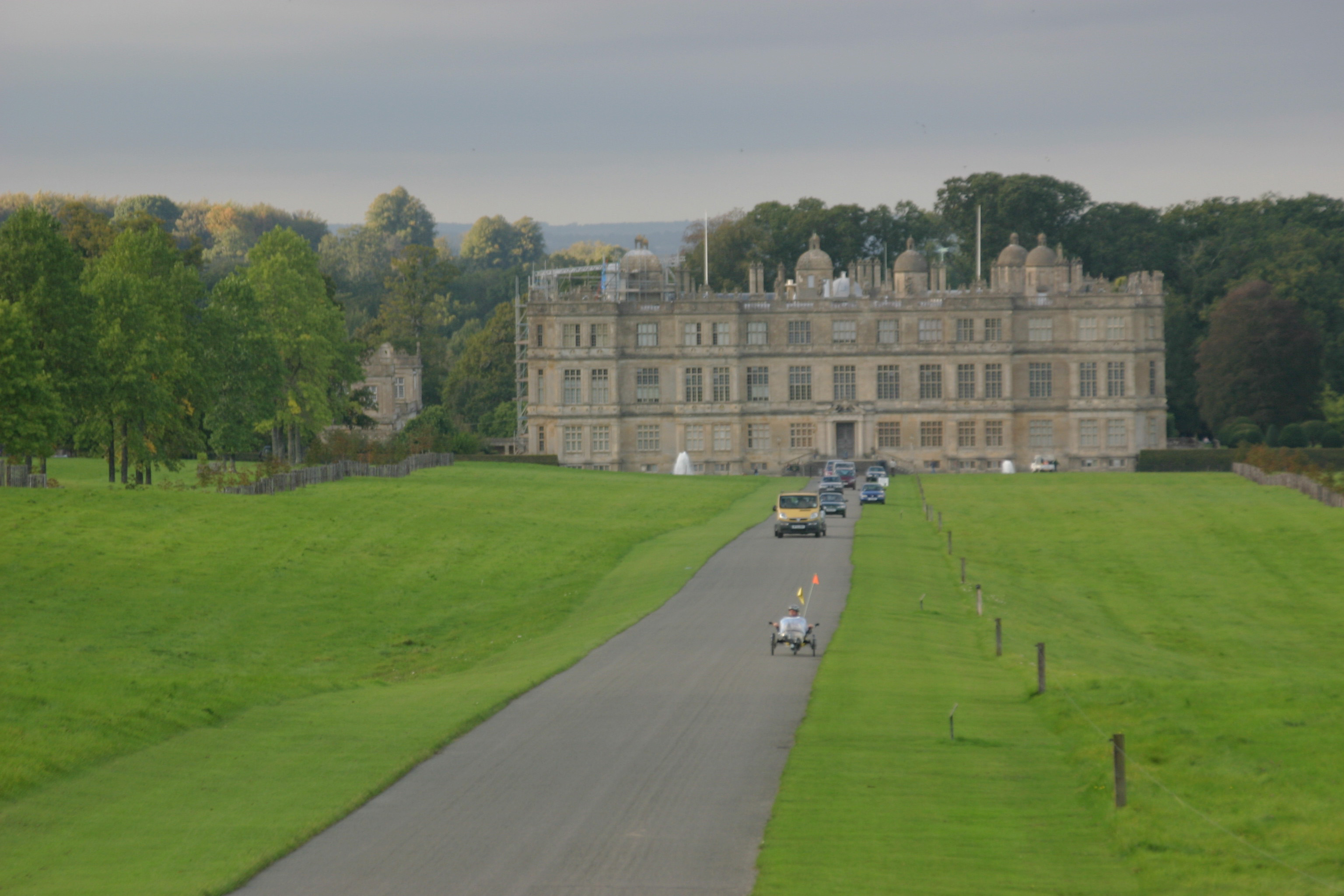
Longleat
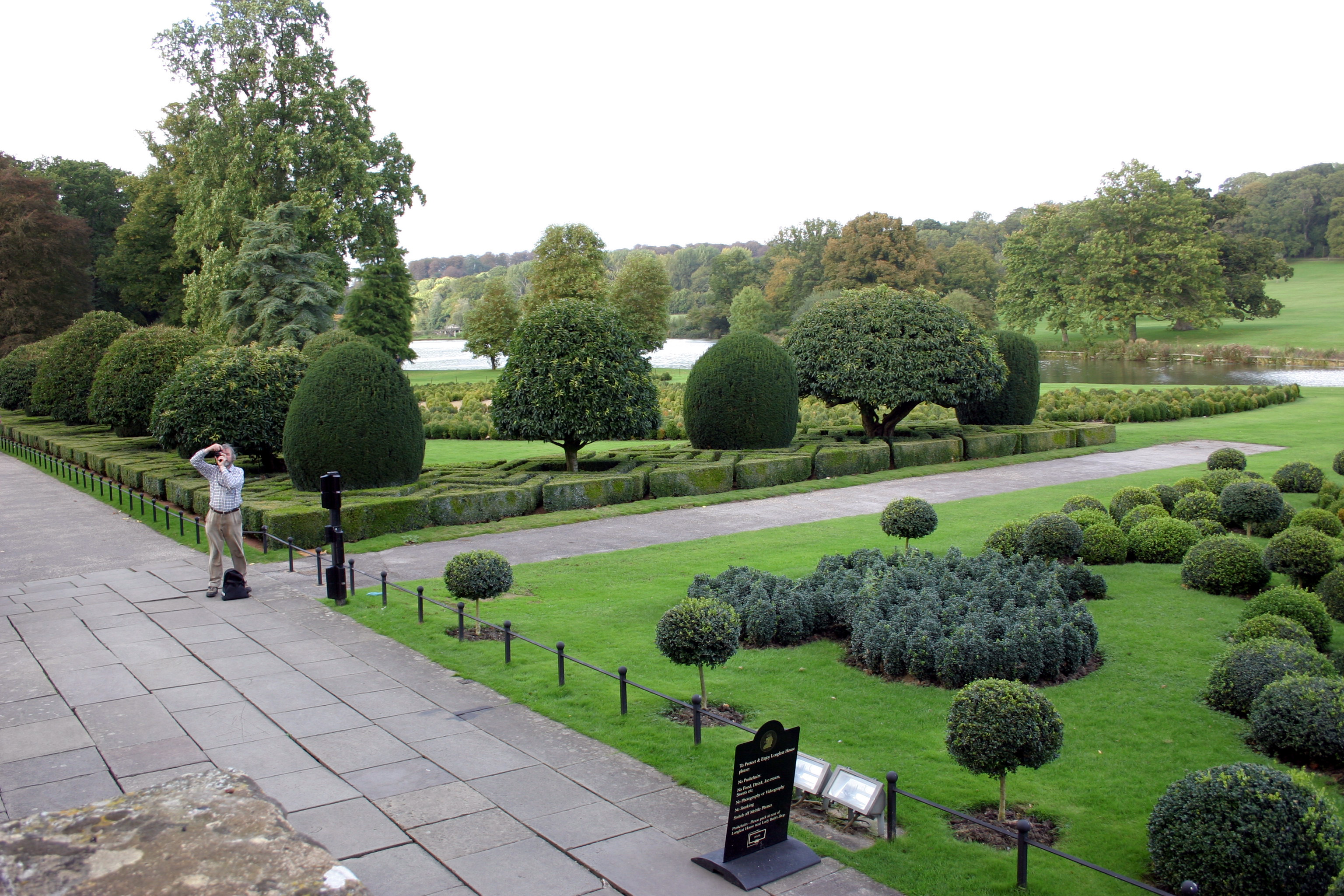
Longleat
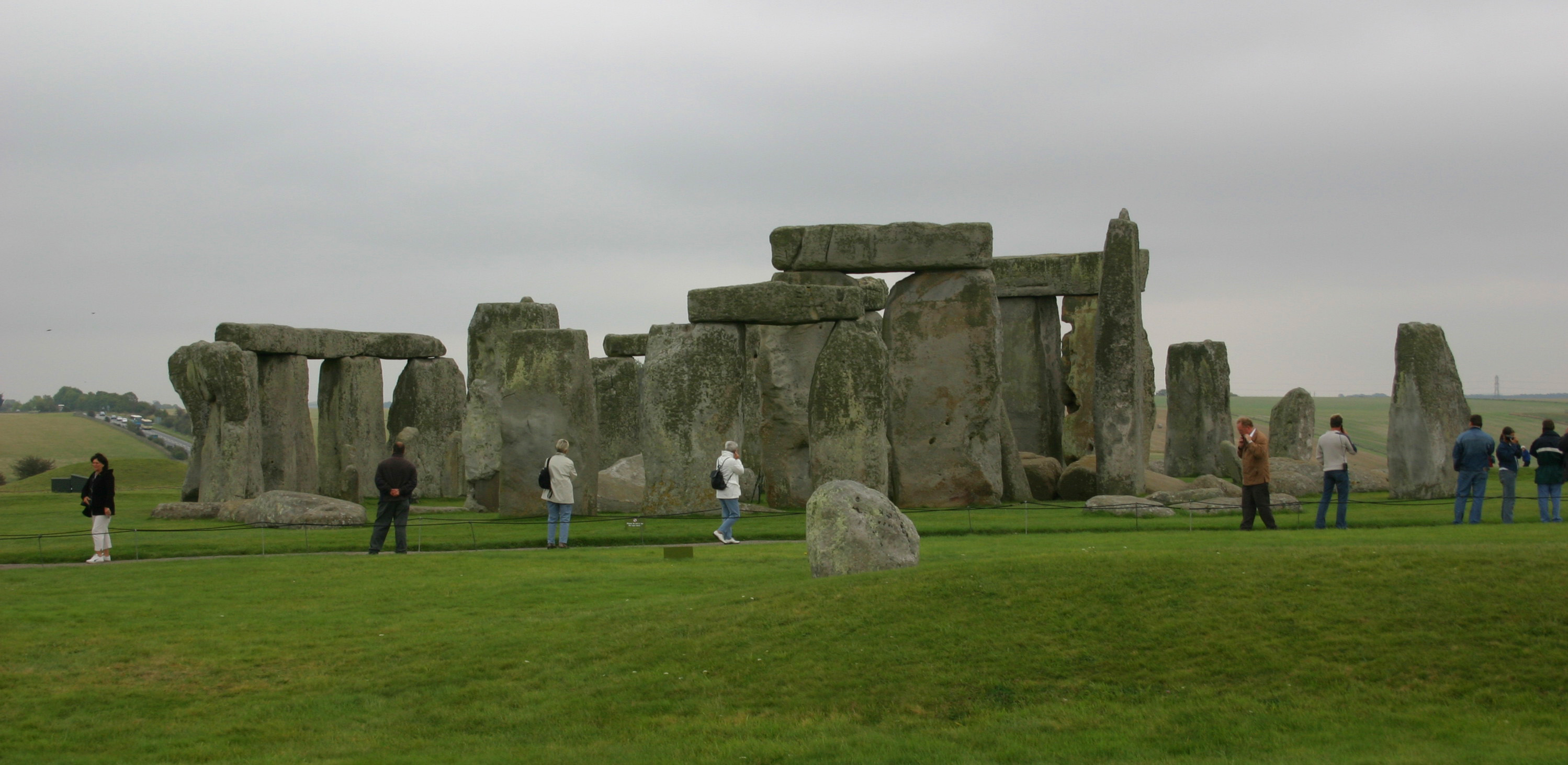
Stonehenge